# Pseudotinea gagarini
Pseudotinea gagarini is een vlindersoort uit de familie van de prachtvlinders (Riodinidae), onderfamilie Riodininae.
Pseudotinea gagarini werd in 2003 beschreven door Callaghan & J. Hall.